# Coq en pâte
Pour plus de détails, voir Fiche technique et Distribution.
Coq en pâte est un film français réalisé par Charles-Félix Tavano en 1950, sorti en 1951.

## Fiche technique
- Titre : Coq en pâte
- Réalisateur : Charles-Félix Tavano
- Scénario et dialogues :Max Glass, sous le pseudonyme d'E. Raymond
- Décors : Guy de Gastyne
- Photographie : Victor Arménise
- Montage : Émilienne Bigand
- Son : Raymond Gauguier
- Musique : Georges Tzipine
- Affiche créée par : Fernand François
- Producteurs : Max Glass, pour sa société de production (Les Films Max Glass), et Charles-Félix Tavano
- Distribution : Les Films Fernand Rivers (1951), puis Les Films Singuliers
- Pays d'origine :  France
- Format : Noir et blanc - 1,37:1 - 35 mm - Son mono
- Genre : Comédie
- Durée : 93 minutes
- Date de sortie : 
  - France - 14 septembre 1951
- Affiche : Fernand François (France)

## Distribution
- Jacqueline Gauthier : Nicole de Gramont, la fiancée d'un avocat célèbre qui s'est mis en tête de rééduquer un clochard nommé l'Anguille
- Maurice Escande : Maître Jacques Lion, un avocat célèbre, son fiancé
- Pierre Destailles : Roger Vernon, un jeune ingénieur qui, à la demande de Maître Lion, se fait passer pour le clochard l'Anguille
- Frédéric Duvallès : Antoine Moulinot dit 'l'Anguille', un clochard
- Christiane Delyne : Célestine
- Jeanne Fusier-Gir : Tante Clémentine
- Annette Poivre : Simone
- Louis Seigner : Maître Poulard
- Armand Bernard : le chasseur du restaurant
- Marthe Mercadier : Betty
- Christiane Delyne : Célestine
- Jean Temerson
- Albert Michel : Un brigadier